# Partito Pensionati
Il Partito Pensionati è un partito politico italiano, fondato a Milano il 19 ottobre 1987 da Carlo Fatuzzo.

## Storia

### Prodromi
Nel 1979 venne fondato a Bologna il Partito Nazionale Pensionati (PNP), guidato da Achille Facchinetti, che annoverava tra i suoi maggiori esponenti Carlo Fatuzzo. Nell'ottobre del 1987, Carlo Fatuzzo e Roberto Bernardelli, che avevano contestato Facchinetti per un passaggio di denaro da parte del PSI, vennero espulsi dal Partito Nazionale Difesa Pensionati e fondarono così il Partito Pensionati.
Negli stessi anni si affermano altre formazioni politiche a tutela dei pensionati: i Pensionati Uniti, fondato nel 1987 da Filippo de Jorio; il Movimento Pensionati, nato nel 1991 su iniziativa di Roberto Olivato; il Movimento Pensionati Uomini Vivi, fondato dall'ex senatore DC Luigi D'Amato, presente alle elezioni politiche del 1992 all'interno della lista Federalismo Europa Autonomie; la Lega Casalinghe-Pensionati di Roberto Bernardelli e di Piergiorgio Sirtori. Esiste inoltre il Partito Pensionati e Invalidi.

### Una collocazione moderata
Dopo aver contribuito ad eleggere alcuni consiglieri regionali e provinciali in competizioni amministrative, prevalentemente nel nord Italia (in Piemonte, Lombardia e Liguria ottiene un seggio in ciascun consiglio. Rispettivamente, in termini di voti in queste regioni, ottiene l'1,4%, l'1,8% e l'1,8%), il partito si fa notare alle elezioni europee del 1999 quando presenta liste in tutte le circoscrizioni ed riesce a raggiungere lo 0,75% nazionale facendo eleggere il segretario Fatuzzo al Parlamento europeo.
Il partito si ripresenta alle elezioni europee del 2004, riscuotendo l'1,1% su base nazionale ed eleggendo di nuovo un parlamentare europeo.
Da sempre schierato su posizioni moderate e di centro-destra (nel parlamento europeo aderisce al Partito Popolare Europeo e ha a lungo sostenuto le giunte regionali di centro-destra), il partito presenta propri candidati autonomi in alcuni collegi del Senato alle elezioni politiche del 1996 e del 2001.
In occasione delle elezioni regionali del 2005 sceglie alleanze diversificate regione per regione, talora col centro-sinistra e talora col centro-destra.

### Il passaggio a L'Unione e la scissione
La rottura definitiva col centro-destra si consuma, però, il 6 febbraio 2006, dopo un incontro a Bologna tra Fatuzzo e Romano Prodi, quando il partito delibera di schierarsi (in vista delle elezioni politiche) con L'Unione: Fatuzzo, in tale circostanza, dichiara finita l'alleanza tra i pensionati ed il centrodestra, in quanto il governo Berlusconi ha "disatteso alcune promesse", riferendosi alla riforma pensionistica che posticipa l'età pensionabile a partire dal 2008.
In seguito a questa decisione, un gruppo di dissidenti esce dal partito, fondando la Federazione Italiana Pensionati Uniti - F.I.P.U., che rimane alleata del centro-destra.
All'indomani delle consultazioni, i risultati mostrano la riconferma sostanziale dei recenti consensi, che però non attribuiscono al partito alcun seggio, in quanto non ha superato il 2% previsto dalla legge elettorale e nella lista dei partiti della maggioranza "miglior perdenti" è stato superato dall'UDEUR di Mastella. Tra i partiti di maggioranza esclusi dal parlamento è quello che ha ricevuto più voti.
I Pensionati raccolgono 334 000 voti alla Camera (0,9%) e 340 000 al Senato (1,0%). Il partito, tuttavia, non ottiene rappresentanti all'interno del Governo Prodi II.
In occasione del referendum costituzionale del 2006, il partito si schiera sulle posizioni del "No".

### Il ritorno nel centrodestra e il PdL
In una conferenza tenutasi il 20 novembre 2006 a Roma Carlo Fatuzzo ha dichiarato chiusa l'alleanza del Partito Pensionati con L'Unione di centrosinistra e annuncia l'adesione del partito al gruppo di Forza Italia nel Parlamento europeo, decisione che è stata ratificata dall'Assemblea nazionale del partito, composta da 24 persone. Il Partito Pensionati è stato inoltre presente alla manifestazione del 2 dicembre 2006 a Roma contro la Finanziaria del Governo Prodi II.
Nei primi mesi del 2008 il partito ha dichiarato la sua confluenza nel Popolo della Libertà, il partito unico del centrodestra fondato da Silvio Berlusconi.
Alle elezioni politiche del 2008 tuttavia, nonostante la vittoria del PdL, il Partito non riesce a eleggere nessuno dei suoi rappresentanti né nelle liste PdL della Camera (nelle quali era candidato in Lombardia il vicesegretario Lino Miserotti), né del Senato (nelle quali era candidato il presidente nazionale Giacinto Boldrini, sempre in Lombardia). Nessun esponente viene nemmeno insignito di incarichi nel governo Berlusconi IV.
In seguito alla nascita del PdL (25 marzo 2009), il Partito Pensionati decide di non confluirvi. Alle elezioni europee del 2009 i Pensionati presentano una lista comune con La Destra di Francesco Storace, il Movimento per le Autonomie di Raffaele Lombardo e l'Alleanza di Centro di Francesco Pionati, L'Autonomia.
Nel 2010, con le elezioni regionali, il Partito Pensionati si schiera col centro-sinistra in Lombardia (dove viene eletta Elisabetta Fatuzzo figlia del leader del partito), e in Emilia-Romagna (nessun eletto ma è riuscito a presentare le liste solo a Modena riportando lo 0,91% e a Ferrara ottenendo l'1,19%); si schiera invece col centro-destra in Piemonte (con l'elezione di un consigliere, Michele Giovine), Liguria (nessun eletto), Lazio (nessun eletto) e Puglia (nessun eletto). In Campania il partito ha dato vita alla lista "Alleanza di Popolo" insieme con altri movimenti locali ("Alleanza Democratica" di Nicola Turco, e "Noi Consumatori" di Angelo Pisani)
e ha sostenuto la candidatura del centro-destra. La lista ha eletto un consigliere, Roberto Conte ex-Verdi e ex-Margherita, rifiutato da altre liste per problemi giudiziari.

### L'ingresso alla Camera dei deputati e al Senato
Nell'aprile 2012 il Partito Pensionati entra con un suo esponente alla Camera dei deputati.
Infatti, in seguito alle dimissioni di Adriano Paroli (incompatibile in quanto sindaco di Brescia), poi di Antonio Verro e poi ancora di Marco Airaghi, viene recuperato come primo dei non eletti il pensionato Lino Miserotti che entra così nel Parlamento Italiano e aderisce al gruppo del Popolo della Libertà.
Nel maggio 2012 il Partito Pensionati entra con un suo esponente al Senato, dove, in seguito alla morte di Gianpiero Carlo Cantoni, subentra Giacinto Boldrini che entra così nel Parlamento Italiano e aderisce al gruppo del Popolo della Libertà.

### Elezioni politiche e regionali in Lombardia del 2013
Alle elezioni politiche del 2013 il Partito Pensionati si presenta nella coalizione di centro-destra (composta da Popolo della Libertà, Lega Nord, Fratelli d'Italia, Grande Sud, Movimento per le Autonomie ed altri movimenti minori).
Alla Camera dei deputati il partito presenta le proprie liste solamente nelle circoscrizioni Piemonte 1, Veneto 1, Campania 1, Campania 2, Puglia e Sardegna, inoltre, in seguito ad un accordo con il PdL, candida un proprio esponente (Elisabetta Fatuzzo, figlia del segretario Carlo) all'interno del Popolo della Libertà nella circoscrizione Lombardia 1 (in ottava posizione): il partito ottiene circa 54.000 voti (pari allo 0,16% a livello nazionale), non potendo quindi eleggere deputati, inoltre anche Elisabetta Fatuzzo non viene eletta, poiché il PdL in quella circoscrizione ottiene solamente cinque deputati.
Al Senato della Repubblica il Partito Pensionati presenta le proprie liste solamente nelle regioni Piemonte, Lombardia, Veneto, Campania, Puglia e Sardegna; in nessuna di esse, tuttavia, supera la soglia di sbarramento del 3% a livello regionale, pertanto non elegge alcun senatore.
Contemporaneamente, in occasione delle elezioni regionali anticipate in Lombardia, rompe l'alleanza con il centro-sinistra ed appoggia il leghista, nonché candidato unico del centro-destra, Roberto Maroni: i Pensionati ottengono lo 0,94% dei voti ed ottengono un seggio al Consiglio regionale della Lombardia che spetta ad Elisabetta Fatuzzo.

### Elezioni regionali in Piemonte del 2014
In Piemonte si sono tenute elezioni anticipate, poiché le precedenti furono dichiarate non valide siccome proprio la lista del Partito Pensionati aveva raccolto firme false.
In vista delle nuove elezioni il partito decide di sostenere il vicepresidente uscente Gilberto Pichetto Fratin, sostenuto da tutto il centro-destra. La lista ottiene tuttavia solo lo 0,7% dei voti e nessun eletto.

### Elezioni regionali in Veneto e in Puglia del 2015
In vista delle regionali in Veneto del 2015 il partito appoggia il sindaco di Verona Flavio Tosi assieme a varie liste civiche e ad Area Popolare. In queste consultazioni ottiene lo 0,8% e nessun seggio in Consiglio regionale.
In vista delle regionali in Puglia del 2015 il partito appoggia Michele Emiliano assieme a varie liste civiche e al Partito Democratico. Alla fine ottiene lo 0,4%, e anche qui nessun seggio.

### Elezioni politiche e regionali lombarde del 2018
Alle elezioni politiche del 2018 Carlo Fatuzzo, candidato alla Camera nel collegio proporzionale Lombardia 2 - 01 (Provincia di Varese) nelle liste di Forza Italia, viene eletto deputato. Il Partito Pensionati ritorna così in parlamento dopo cinque anni di assenza.
Alle elezioni regionali in Lombardia il partito decide di schierarsi col centrodestra a sostegno di Attilio Fontana. Tuttavia, fermi allo 0,38%, i Pensionati perdono il seggio in Consiglio regionale che conservavano dal 2000.

### Tempi recenti, declino e scissione
Nel 2022 il Partito Pensionati sospende i rapporti con Forza Italia e non partecipa in nessun modo alle elezioni politiche anticipate di settembre poiché il nuovo simbolo viene respinto. Lo stesso anno il presidente ed ex senatore Giacinto Boldrini fonda il Partito Pensionati + Salute.

## Programma
I punti programmatici principali sono:
- Abolizione della Legge Fornero.
- Adeguamento delle pensioni agli aumenti contrattuali dei lavoratori.
- Pensioni minime a 1000 euro.
- Azioni legislative mirate a portare al 100% la pensione di reversibilità del coniuge defunto.
- Graduale equiparazione delle regole di pensionamento pubblico e privato.
- Possibilità di trattenere i propri contributi in busta paga.
- Rimborso dei contributi ai famigliari di chi non raggiunge la pensione.
- Case di riposo dignitose e in numero sufficiente.
- Contributi alle associazioni di categoria e alle Università libere e della Terza età.
- Sostegno alle famiglie che assistono anziani non autosufficienti.
- Tutela della vita dal concepimento alla morte naturale[senza fonte]

## Controversia sul finanziamento pubblico
Nel libro La casta (Gian Antonio Stella e Sergio Rizzo, Rizzoli 2007) vengono riportate le cifre dei rimborsi elettorali ricevuti dal partito di Fatuzzo in occasione delle consultazioni. Emerge come in occasione delle elezioni europee del 2004 il Partito dei Pensionati abbia ricevuto 180 euro per ogni euro speso in campagna elettorale.

## Risultati elettorali
| Elezione       | Elezione       | Voti                       | %                          | Seggi |
| -------------- | -------------- | -------------------------- | -------------------------- | ----- |
| Europee 1989   | Europee 1989   | 162 293                    | 0,47                       | -     |
| Politiche 1992 | Camera         | 220 509                    | 0,56                       | -     |
| Politiche 1992 | Senato         | 215 889                    | 0,65                       | -     |
| Politiche 1994 | Camera         | 15 671                     | 0,04                       | -     |
| Politiche 1994 | Senato         | 250 637                    | 0,76                       | -     |
| Politiche 1996 | Camera (magg.) | Nel Polo per le Libertà    | Nel Polo per le Libertà    | -     |
| Politiche 1996 | Senato         | 60 640                     | 0,19                       | -     |
| Europee 1999   | Europee 1999   | 233 874                    | 0,75                       | 1     |
| Politiche 2001 | Camera         | 68 439                     | 0,18                       | -     |
| Politiche 2001 | Senato         | 78 572                     | 0,23                       | -     |
| Europee 2004   | Europee 2004   | 374 343                    | 1,15                       | 1     |
| Politiche 2006 | Camera         | 333 278                    | 0,87                       | -     |
| Politiche 2006 | Senato         | 340 565                    | 1,00                       | -     |
| Politiche 2008 | Camera         | Ne Il Popolo della Libertà | Ne Il Popolo della Libertà | -     |
| Politiche 2008 | Senato         | Ne Il Popolo della Libertà | Ne Il Popolo della Libertà | -     |
| Europee 2009   | Europee 2009   | Ne L'Autonomia             | Ne L'Autonomia             | -     |
| Politiche 2013 | Camera         | 54 854                     | 0,16                       | -     |
| Politiche 2013 | Senato         | 123 457                    | 0,40                       | -     |
| Politiche 2018 | Camera         | In Forza Italia            | In Forza Italia            | 1     |
| Politiche 2018 | Senato         | -                          | -                          | -     |